# Prorella mellisa
Prorella mellisa är en fjärilsart som beskrevs av Grossbeck 1908. Prorella mellisa ingår i släktet Prorella och familjen mätare. Inga underarter finns listade i Catalogue of Life.